# Lista de bairros de Parintins por população
Esta é uma lista de bairros de Parintins por população.  Parintins é um município brasileiro, localizado no interior do  estado  do Amazonas. Divide-se em 20 bairros oficiais e centenas de comunidades, conjuntos e núcleos habitacionais pertencentes a tais bairros. Seu bairro mais populoso é o Paulo Corrêa,  cuja população ultrapassa os 10 000 habitantes. Abaixo, segue-se uma lista de bairros de Parintins classificados por sua população.

## Acima de dez mil habitantes
| Posição | Bairro       | População (hab. 2010) |
| ------- | ------------ | --------------------- |
| 1       | Paulo Corrêa | 13 666                |

## Acima de cinco mil habitantes
| Posição | Bairro    | População (hab. 2010) |
| ------- | --------- | --------------------- |
| 2       | Itaúna II | 7 785                 |
| 3       | Palmares  | 6 683                 |
| 4       | Itaúna I  | 5 574                 |
| 5       | Centro    | 5 283                 |

## Acima de mil habitantes
| Posição | Bairro                  | População (hab. 2010) |
| ------- | ----------------------- | --------------------- |
| 6       | São Benedito            | 4 128                 |
| 7       | Nossa Senhora de Nazaré | 3 308                 |
| 8       | São José                | 3 048                 |
| 9       | Francesa                | 2 971                 |
| 10      | Santa Rita              | 2 120                 |
| 11      | Santa Clara             | 1 934                 |
| 12      | Dejard Vieira           | 1 880                 |
| 13      | São Vicente de Paula    | 1 676                 |
| 14      | Vitória-Régia           | 1 649                 |
| 15      | Emílio Moreira          | 1 119                 |

## Menos de mil habitantes
| Posição | Bairro              | População (hab. 2010) |  |
| ------- | ------------------- | --------------------- |  |
| 16      | Raimundo Muniz      | 981                   |  |
| 17      | João Novo           | 929                   |  |
| 18      | Castanheira         | 487                   |  |
| 19      | Jacareacanga        | 282                   |  |
| 20      | Distrito Industrial | 5                     |  |